# Sabanagrande (Atlántico)

Localização do município de Sabanagrande no departamento de Atlántico.

Sabanagrande é um município da Colômbia, no departamento de Atlántico.